# 謝夫斯克
52°09′N 34°36′E / 52.150°N 34.600°E
謝夫斯克（俄语：Севск）是俄羅斯布良斯克州東南部的一個城市，距布良斯克以南149公里。2002年人口7,660人。
謝夫斯克於1146年建立，1778年正式設市。